# Hjortø
Hjortø (deutsch auch Hjortö) ist eine dänische Insel in der „Dänischen Südsee“ südlich von Fyn (deutsch Fünen).

## Geschichte
Die Insel gehört zur Kirchspielsgemeinde (dän.: Sogn) (Drejø Sogn, die bis 1970 zur Harde Sunds Herred im Svendborg Amt) gehörte, danach zur „alten“ Svendborg Kommune im Fyns Amt, und seit der Kommunalreform zum 1. Januar 2007 gehört sie zur „neuen“ Svendborg Kommune in der Region Syddanmark. Es gibt 7 Bewohner (1. Januar 2023) auf der Insel, die auch einen kleinen Yachthafen hat. Damit hat Hjortø, das auch zum Verband dänischer Kleininseln gehört, mit einer Größe von 90 ha im Jahr 2010 Birkholm als kleinste bewohnte Insel Dänemarks abgelöst.

## Verkehr
Eine Fährverbindung gibt es nach Marstal auf Ærø. Die Fähre verkehrt außer am Samstag zweimal am Tag, in der Sommersaison werden drei Fahrten durchgeführt. Sie transportiert bis zu zwölf Personen sowie einen PKW. Die Überfahrt dauert eine Stunde.